# Не моргай
«Не моргай» (англ. Blink) — десятый эпизод третьего сезона возрождённого в 2005 году британского научно-фантастического телесериала «Доктор Кто». Впервые он транслировался 9 июня 2007 года британской широковещательной корпорацией (Би-би-си). Эпизод был срежиссирован Хетти Макдональд и является единственным в сезоне, чей сценарий написал Стивен Моффат. Основой сюжета послужил рассказ Моффата «„Что я делала на рождественских праздниках“ Салли Спэрроу» (англ. «"What I Did on My Christmas Holidays" By Sally Sparrow»), опубликованный в 2006 году в Doctor Who Annual.
В эпизоде инопланетный путешественник во времени Доктор (Дэвид Теннант) и его спутница Марта Джонс (Фрима Аджимен) попали в прошлое и оттуда пытаются предупредить девушку Салли Спэрроу (Кэри Маллиган) через «пасхальные яйца» — скрытые записи на 17 не связанных между собой DVD о плачущих ангелах, цель которых — захват контроля над машиной времени Доктора, ТАРДИС. По сценарию Доктор и его спутница имеют очень мало экранного времени, поэтому эпизод относится к категории «Doctor-lite» — это те истории, в которых Доктору и его спутникам сознательно отводится второстепенная роль в сюжете.
В день премьеры эпизод посмотрели 6,62 миллионов телезрителей в Великобритании. Серия получила множество положительных отзывов от телекритиков, которые хвалили сюжет, игру актёров, а также новых монстров сериала. По мнению обозревателей и согласно результатам различных опросов зрителей «Не моргай» является одним из лучших эпизодов в истории «Доктора Кто», а плачущие ангелы — одни из самых лучших монстров сериала и телевидения. За сценарий серии Стивен Моффат получил премии BAFTA Craft, BAFTA Cymru и премию «Хьюго» за лучшую постановку для малых форм. Актриса Кэри Маллиган за исполнение роли Салли Спэрроу получила премию «The Constellation Award» в номинации «Best Female Performance in a 2007 Science Fiction Television Episode».

## Сюжет
2007 год. В старом заброшенном особняке Вестерн Драмлинс прогуливаются девушка по имени Салли Спэрроу и её подруга Кэтрин Найтингейл. Кэтрин исчезает, и в этот же момент в дом стучится молодой человек, который передаёт Салли письмо, написанное Кэтрин. Письмо датируется 1987 годом. В письме Кэти сообщает, что из заброшенного особняка она попала в прошлое, и просит Салли остерегаться статуй Плачущих ангелов из этого дома. Перед тем как уйти, Салли забирает маленький ключ, который держит одна из статуй ангелов.
Салли встречается с братом Кэти, Ларри и говорит ему, что Кэтрин уехала на время. Ларри посвящает девушку в тайну так называемых «пасхальных яиц», размещённых на 17 различных DVD. Это запись разговора некоего человека, который называет себя Доктор. Причём этот разговор записан наполовину — там присутствуют только реплики незнакомца. Ларри даёт Салли распечатку.
Находясь в полном замешательстве по поводу исчезновения Кэтрин, Салли обращается к инспектору Билли Шиптону, занимающемуся исчезновением людей. Он рассказывает, что подобные исчезновения в Вестерн Драмлинс участились, и просит рассказывать ему всё, что она узнает. Детектив приводит Салли в гараж полицейского участка и показывает множество брошенных около особняка автомобилей, двигатели которых были тёплыми, когда их нашли, и самую странную находку — синюю полицейскую будку, которую они никак не могут открыть, так как не могут найти подходящего ключа. Они расстаются, и тут Салли вспоминает о найденном ею в заброшенном особняке ключе, но инспектор уже исчез. Девушка получает вызов в больницу, где встречает сильно постаревшего и умирающего Билли, который рассказывает ей, что он был непонятным образом перемещён в 1969 год, когда попытался исследовать полицейскую будку из гаража. Последнее, что он запомнил — неожиданно появившуюся рядом с ним статую плачущего ангела. Далее Билли рассказывает, что в 1969 году он встретился с человеком, который называет себя Доктор, и то, что записи с Доктором на 17 DVD были сделаны его записывающей компанией. Билли просит девушку внимательнее ознакомиться со списком DVD.
Салли понимает, что все DVD объединяет то, что они есть у неё, вместе с Ларри они приходят в Вестерн Драмлинс и смотрят записи. Они действительно оказываются посланием для Салли, сделанным в виде монолога Доктора с паузами для собеседника. Салли начинает говорить с Доктором и получается полный разговор. Ларри записывает реплики Салли, получая полный текст диалога, который, как выясняется, и читает Доктор. Он объясняет, что он путешественник во времени, но его машину времени ТАРДИС, имеющую вид полицейской будки, похитили Плачущие ангелы, а его забросили в 1969, где Доктор застрял без своей будки. Доктор говорит, что Салли должна спасти будку от ангелов, иначе они поглотят её энергию и Солнце погаснет. Доктор сообщает, что Плачущие ангелы могут двигаться, только если на них никто не смотрит, при взгляде они обращаются в обычные каменные статуи. Так как ангелы двигаются очень быстро, Доктор просит Салли: «Не моргай». В этот момент Салли и Ларри видят в окне силуэт статуи Плачущих ангелов. Начинается погоня.
С большими трудностями Салли и Ларри добираются до ТАРДИС и закрываются в ней. Плачущие ангелы пытаются проникнуть в машину времени и начинают раскачивать её. Голографическая запись Доктора велит вставить DVD в панель, девушка делает это, и будка начинает исчезать. Салли и Ларри оказываются в окружении ангелов, но сразу понимают, что опасность миновала: ангелы посмотрели друг на друга и поэтому окаменели навсегда.
Проходит год. У Салли и Ларри собственный магазин. Ларри хочет начать с Салли отношения, но девушка никак не перестаёт задаваться вопросом, откуда Доктор получил информацию об этих событиях. Пока Ларри ушёл за молоком, Салли видит в окне Доктора и Марту Джонс. Доктор не узнаёт Салли, и тогда девушка понимает, что всю информацию о произошедшем Доктор получил от неё самой, ведь он путешественник во времени. Возвращается Ларри и наблюдает за происходящим. Доктор и Марта спешат, Салли передаёт на словах свою благодарность, предупреждение и запись диалога. После этого она вместе с Ларри снова заходит в магазин, но уже держась за руки, намекая, что теперь готова к отношениям.
Финальной сценой становится повторный показ предупреждения Доктора «Не моргай» вперемешку с кадрами разных статуй.

## Производство

### Написание сценария
Вы должны помнить, что страху темноты и страху монстров в основном подвержены дети. Детская комната всегда окутана ужасом... Взрослые никогда не вырастают из своих страхов детства. Они просто находятся в других частях наших голов. «Доктор Кто», который не является детской программой, при этом остаётся программой для детей. И многие, многие взрослые смотрят и любят его как нечто подобное «Гарри Поттеру».

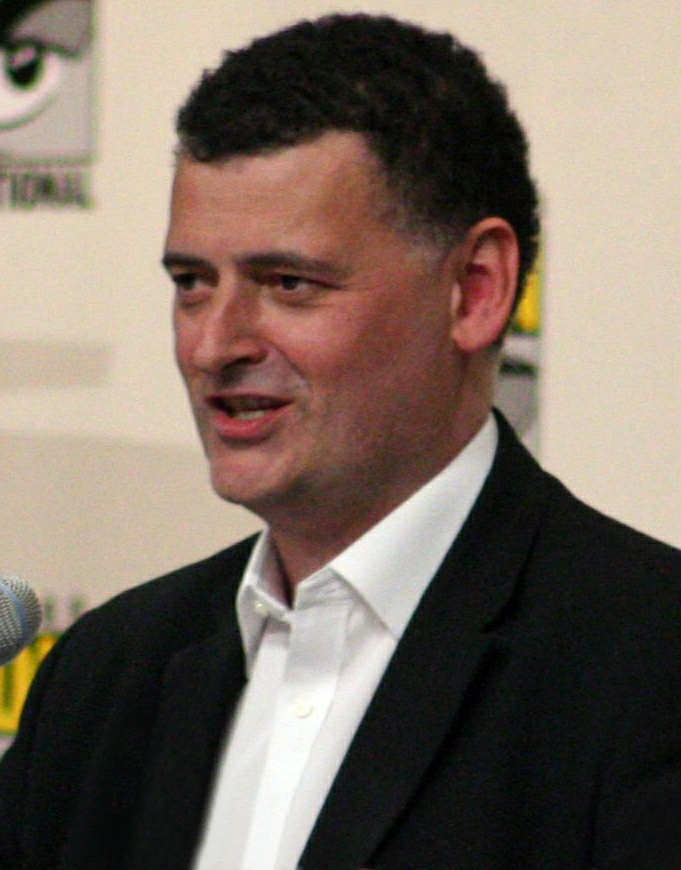
Стивен Моффат, автор сценария эпизода «Не моргай»

Сценарий «Не моргай» был написан Стивеном Моффатом. Часть истории основана на рассказе Моффата о Девятом Докторе «„Что я делала на рождественских праздниках“ Салли Спэрроу» (англ. «"What I Did on My Christmas Holidays" By Sally Sparrow»), опубликованном в Doctor Who Annual в 2006 году. Короткий рассказ представлен в качестве домашнего эссе 12-летней Салли Спэрроу, которая находит доказательства присутствия Доктора из прошлого в доме своей тёти во время одного из посещений. Рассказ включает в себя несколько элементов, которые повторно используются в «Не моргай», в том числе сообщения под обоями и онтологические парадоксы в разговоре между Салли и Доктором, когда речь последнего была записана на видео на основе письменной стенограммы самого эссе. Есть и существенные различия в историях. Так, в рассказе отсутствуют Плачущие ангелы, а Доктор переместился в прошлое на двадцать лет назад из-за неисправности ТАРДИС и хочет, чтобы Салли отправила машину времени к нему.
Моффат придерживался идеи Плачущих ангелов с тех пор, как увидел статую ангела на кладбище во время семейного отдыха. Он планировал использовать ангелов для эпизодов «Тишина в библиотеке» и «Лес мертвецов», объединённых общим сюжетом. Однако после того, как Хелен Рейнор закончила работу над сценариями эпизодов «Далеки на Манхэттене» и «Эволюция Далеков», тоже объединённых одним сюжетом, Моффат вызвался написать «Doctor-lite» эпизод и решил использовать в нём Плачущих ангелов. Моффат также был вдохновлен на написание «Не моргай» популярной детской игрой «Статуи», которую он считал «пугающей». Композитор сериала Мюррей Голд позже сравнил Плачущих ангелов с движущимися животными, в виде которых были подстрижены кусты растений из романа ужасов 1977 года «Сияние» Стивена Кинга.
«Не моргай» является третьим сюжетом возрождённого в 2005 году сериала «Доктор Кто», в основу которого лёг не оригинальный сценарий, а была адаптирована история о Докторе из другой формы. Первым подобным сюжетом был «Далек», автор сценария Роберт Ширман использовал в нём основные предпосылки истории, а также некоторые сцены и диалоги из своей аудиодрамы 2003 года «Юбилей». Второй адаптированный сюжет послужил основой эпизодов «Человеческая природа» и «Семья крови». Сценарист Пол Корнелл использовал для их написания свой роман 1995 года «Человеческая природа».
Серия «Не моргай» является «Doctor-lite» эпизодом, так как Доктор и его спутник имеют очень мало экранного времени. Такая ситуация позволила съёмочной группе одновременно заниматься производством двух эпизодов сериала — этот процесс известен как «double banking». Моффат заявил, что чувствовал себя расслабленным, когда писал «Не моргай», из-за того, что эпизод относится к категории «Doctor-lite». В связи с напряжённым графиком производства сериала была только одна встреча для читки сценария Моффата.

### Съёмки

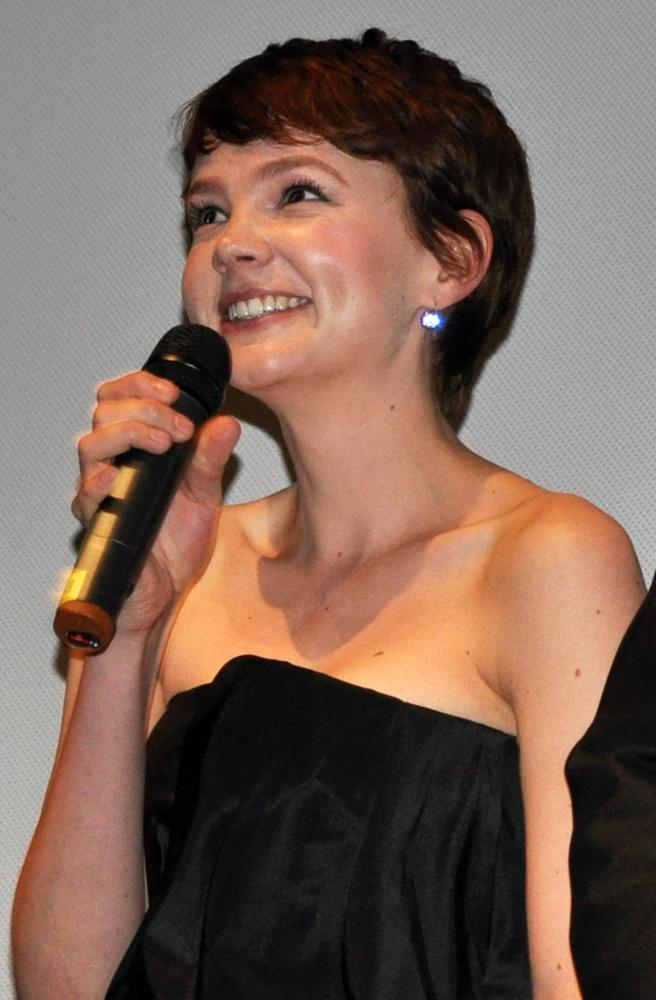
Актриса Кэри Маллиган, исполнительница роли Салли Спэрроу

Эпизод «Не моргай» был срежиссирован Хетти Макдональд. Он стал первым эпизодом «Доктора Кто», снятым женщиной-режиссёром, после эпизода о Шестом Докторе «The Mark of the Rani», вышедшего на экраны в феврале 1985 года. Расселл Ти Дейвис, исполнительный продюсер серии, позже отметил: в связи с работой Макдональд эпизод содержит одни из «самых красивых [визуальных эффектов], которые у нас когда-либо были». Британская актриса Кэри Маллиган была выбрана на роль Салли Спэрроу. По её заявлению, она была в восторге от того, что попала в сериал. Сперва Маллиган была обеспокоена тем, что у Дэвида Теннанта слишком мало экранного времени, но после того, как серия вышла в эфир, актриса осталась довольна конечным результатом.
Съёмки сцен в гараже полицейского участка и рядом с ним состоялись в здании «Угольной биржи» и на площади Маунт Стюарт в Кардиффском заливе 21 ноября 2006 года. В качестве особняка Вестерн Драмлинс выступило поместье Филдс Хауз, расположенное в Ньюпорте. К приезду съёмочной группы дом уже был заброшен и находился в упадочном состоянии. Моффат отметил, что поместье «самую малость украсили» для съёмок, и позже назвал его «самым жутким домом», который он когда-либо видел. Здание было названо так же, как и предыдущее место жительства сценариста в конце 1990-х годов. Один из персонажей эпизода, Ларри, называет его «домом Скуби-Ду», что является отсылкой к ветхим особнякам, которые часто посещали герои одноимённого шоу. В разделе интересных фактов сайта BBC отмечено, что 1969-й — время, в которое перемещаются Марта, Доктор и Билли — это год первого выхода в телеэфир мультсериала «Скуби-Ду, Где ты!».
Изначально продюсеры рассматривали возможность для Майкла Обиоры сыграть как молодую, так и постаревшую версии Билли Шиптона. Тем не менее было решено, что в гриме он будет выглядеть слишком неестественно, и в качестве исполнителя роли пожилого Билли был выбран Луи Махони. Позже Обиоре пришлось переозвучить свои реплики для соответствия, так как его лондонский акцент отличался от тяжёлого произношения Махони. Замечание Билли по поводу неправильного размера окна ТАРДИС было введено в сценарий Моффатом в качестве шуточного комментария к разгоревшейся в 2004 году дискуссии на форуме фан-сайта Outpost Gallifrey о том, что окна будки слишком большие.

### Эффекты
Чтобы придать конструкции платья Плачущих ангелов жёсткости, техник по реквизиту Роб Майор пропитал ткань стекловолоконной смолой, а затем окрасил получившиеся «протезы». Актрисы Ага Блонска и Элен Томас с помощью грима и протезов исполнили роли Плачущих ангелов, хотя тех никогда не показывали на экране в движении. Актрисы носили две разные маски: одну, которая изображала спокойное выражение лица, и другую с обнажёнными клыками. Блонска позже рассказывала, что, несмотря на сложность костюма, носить его было удобно. Создатели использовали цифровые спецэффекты, чтобы показать Плачущих ангелов застывшими в кадре, так как у актрис не получалось сохранять неподвижность. Моффат был очень доволен результатами проделанной работы, назвав их «фантастическими». Маллиган позже описала эффекты как «очень хорошие» и «действительно жуткие».
Для создания эффекта того, что Плачущие ангелы раскачивают ТАРДИС, Маллиган и Робертсон бросались из стороны в сторону в декорациях корабля. В это время оператор качал камеру в направлении, противоположному движению актёров. Сцена, в которой Доктор общается с Салли через дополнительные материалы DVD, была создана путём записи реплик Дэвида Теннанта с паузами на месте фраз Маллиган. По мнению Моффата, такая односторонняя съемка сделала работу более «аутентичной».

## Релиз

### Показ
Эпизод «Не моргай» впервые транслировался в Великобритании на канале BBC One 9 июня 2007 года. В общей сумме его посмотрели 6,62 миллионов зрителей. Эпизод имел самый низкий рейтинг из всех серий третьего сезона «Доктора Кто», но получил индекс оценки 87 («отлично»).
23 июня 2007 года был выпущен DVD (регион 2), содержащий эпизоды «Не моргай», «Человеческая природа» и «Семья крови». 5 ноября 2007 года он был переиздан в составе полного собрания третьего сезона шоу

### Оценка критиков

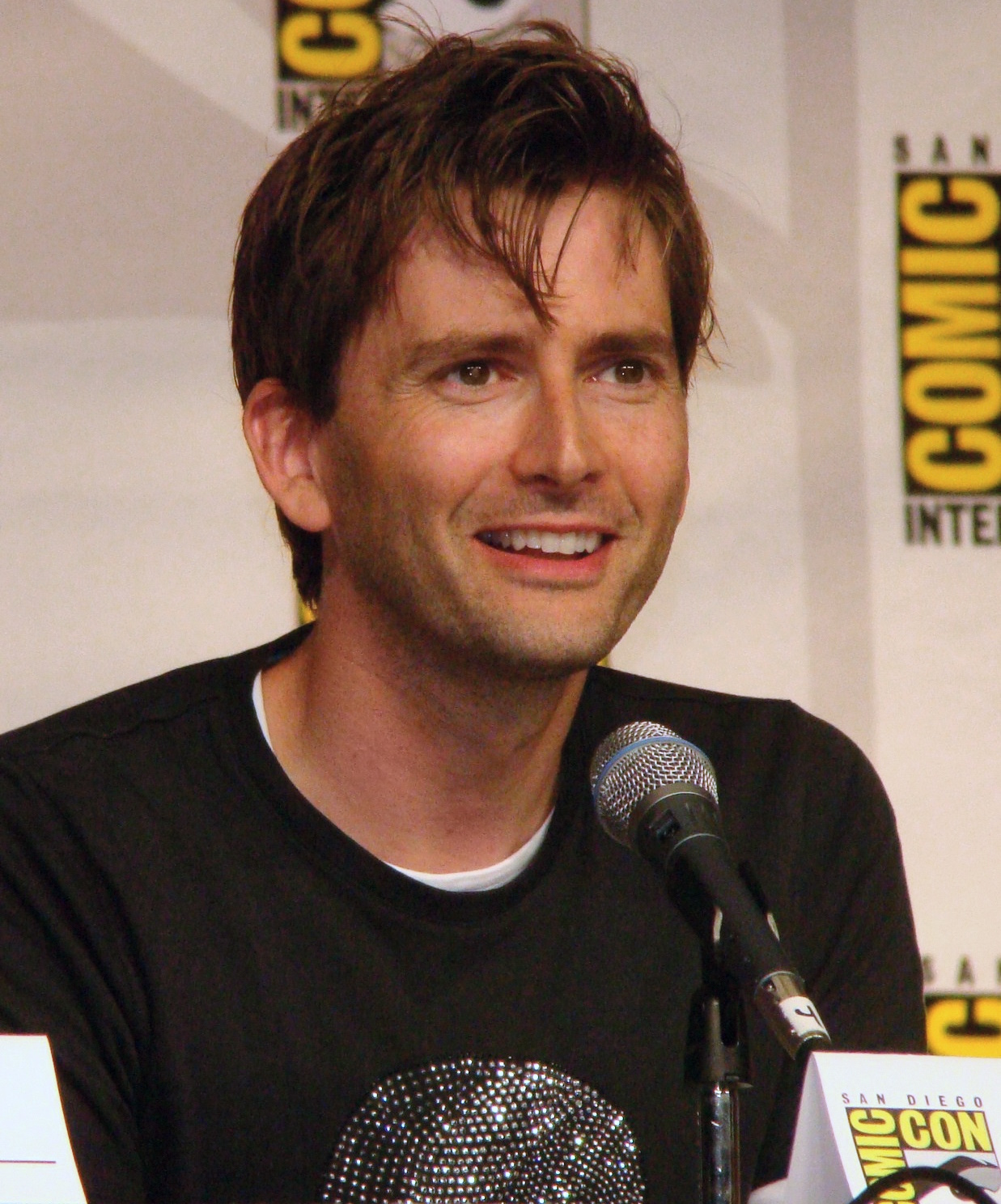
Некоторые критики назвали эпизод одним из самых сильных за всё то время, что актёр Дэвид Теннант исполнял роль Доктора

Эпизод «Не моргай» получил преимущественно высокие оценки критиков. Стивен Брук из The Guardian назвал его «чудесно жутким эпизодом» и «в конечном счете, осмысленным», несмотря на «едва появляющихся Доктора и Марту». Обозреватель журнала SFX Дэвид Брэдли поставил ему оценку пять из пяти звезд, отметив, что он должен «войти в историю как один из самых прекрасных, страшных и умнейших серий „Доктора Кто“ из когда-либо существовавших». Тревис Фикетт с сайта IGN поставил оценку 9,1 из 10 баллов, похвалив предоставленную зрителям возможность узнать Салли Спэрроу на некоторое время, сильную актёрскую игру Маллиган, а также остальных актёров, назвав их работу «исключительной». В заключение он отметил: «Трудно поверить в то, как много было совершено за такой короткий промежуток времени. В истории пересекаются несколько временных линий и новый, довольно пугающий враг был побеждён без участия Доктора». По мнению Росса Рудингера из Slant Magazine, «Не моргай» — не только лучший эпизод «Доктора Кто», но и просто отличный эпизод в жанре научной фантастики и ужасов, что позволяет ему быть самодостаточным. Рудингер высоко оценил вызывающую страх концепцию Плачущих ангелов, а также «чуткость персонажей и истории», которая была «весьма запутанной, учитывая, сколько всего происходит в эти 45 минут». В 2008 году газета The Daily Telegraph назвала десятый эпизод лучшим в сериале, отметив, что «присутствие Доктора на периферии добавляет угрозы».
Некоторые критики посчитали эпизод одним из самых сильных за всё то время, что Дэвид Теннант исполнял роль Доктора. Мэтт Уэльса с сайта IGN назвал «Не моргай» шестым лучшим эпизодом с Теннантом, тогда как Сэм Макферсон из TVOvermind поставил серию на второе место среди лучших серий с Десятым Доктором. В 2011 году до начала показа второй половины шестого сезона «Доктора Кто» издание «Huffington Post» назвало «Не моргай» одним из пяти важнейших эпизодов сериала, которые необходимо посмотреть новым зрителям.
Монстры серии, Плачущие ангелы, тоже получили много похвалы от критиков. В 2007 году TV Squad отдал Плачущим ангелам третью строчку в своём списке самых страшных телевизионных персонажей всех времён (англ. All-time scariest TV characters). В 2008 году Плачущие ангелы вошли под третьим номером в список британского писателя Нила Геймана «Мой список 10 новых классических монстров» (англ. My Top 10 New Classic Monsters), опубликованный в Entertainment Weekly. В 2009 году SFX назвал кульминационную сцену с Плачущими ангелами, атакующими Салли и Ларри, самым страшным моментом в истории «Доктора Кто», охарактеризовав её как «ужасающее сочетание страшной концепции и превосходной режиссуры». В том же году SFX внёс ангелов в список лучших вещей возрождённого «Доктора Кто», описав их: «Самые. Страшные. Монстры. За всю историю». В 2011 году The Daily Telegraph поместила Плачущих ангелов на третью строчку в рейтинге «злодеев» сериала «Доктор Кто» после автонов и далеков.
Сценарист Стивен Моффат был награждён в 2008 году премиями BAFTA Craft и BAFTA Cymru как лучший сценарист за работу над эпизодом «Не моргай». Моффат также получил премию «Хьюго» за лучшую постановку для малых форм. Актриса Кэри Маллиган за исполнение роли Салли Спэрроу удостоилась премии «The Constellation Award» в номинации «Best Female Performance in a 2007 Science Fiction Television Episode». Эпизод был номинирован на премию «Небьюла» в категории «Лучший сценарий», но проиграл «Лабиринту Фавна» Гильермо Дель Торо.

## Влияние
В 2007 году эпизод «Не моргай» получил награду за лучшую историю (англ. Best Story) по результатам опроса Doctor Who Magazine. В том же году Би-би-си провела опрос через журнал Doctor Who Adventures с целью выявить самого страшного монстра сериала в 2007 году. Из 2000 голосов читателей 55 % были отданы за Плачущих ангелов, 15 % за Мастера и 4 % за далеков. В 2009 году Doctor Who Magazine провёл опрос с целью определить лучшие эпизоды «Доктора Кто» за всё время существования сериала. Согласно результатам, «Не моргай» занял второе место, уступив только последнему эпизоду о Пятом Докторе «The Caves of Androzani». В опросе, проведённом Radio Times в 2012 году для определения лучшего монстра «Доктора Кто», победили Плачущие ангелы — из более чем 10 000 проголосовавших респондентов свои голоса им отдали 49,4 %.
Моффат, став главным автором «Доктора Кто», написал новые эпизоды с Плачущими ангелами «Время ангелов» и «Плоть и камень», объединённые общим сюжетом, для пятого сезона шоу, которые в большей степени были ориентированы на продолжение. Моффат полагал, что хорошие монстры должны вернуться в других историях с другим стилем повествования. Позже монстры вернулись в эпизоде «Ангелы захватывают Манхэттен» седьмого сезона шоу, а также в мини-эпизоде «Good as Gold», написанном детьми для участия в конкурсе «Blue Peter». Ещё один раз Плачущие ангелы появились в романе «Touched by an Angel» за авторством Джонатана Морриса. Роман входит в серию «New Series Adventures».
Фразу Доктора «Ангелы захватили телефонную будку» повторяет Ларри и добавляет, что у него есть футболка с такой надписью. Как и ожидали Моффат и Голд, это привело к тому, что интернет-магазины, такие как ThinkGeek и Zazzle, разместили для продажи подобные товары. Другая фраза Доктора «Шаткая-ваткая временная-швременная фиговина» (англ. Wibbly-wobbly, timey-wimey stuff) позже была использована в нескольких историях, написанных Моффатом («Одиннадцатый час», «Большой взрыв» и «Давай убьём Гитлера»). До премьеры седьмого сезона на канале BBC America были показаны четыре специальных эпизода «Доктора Кто», один из которых назывался «The Timey-Wimey Stuff of Doctor Who».
Участники британской рок-группы Chameleon Circuit, творчество которой посвящено сериалу «Доктор Кто», написали оригинальную песню об эпизоде «Не моргай» с таким же названием. Композиция вышла на дебютном альбоме группы.